# Koura
Koura is een district in het gouvernement Noord in Libanon. De hoofdstad is de stad Amioun.
Koura heeft een oppervlakte van 173 vierkante kilometer en een bevolkingsaantal van 48.000.